# Кинофестиваль в Торонто 2018
43-й Международный кинофестиваль в Торонто прошёл с 6 по 16 сентября 2018 года. Главный приз фестиваля, People’s Choice Award, получила картина «Зелёная книга» Питера Фаррелли.

## Награды
| Премия                                               | Фильм                  | Режиссёр                           |
| ---------------------------------------------------- | ---------------------- | ---------------------------------- |
| Приз зрительских симпатий                            | Зелёная книга          | Питер Фаррелли                     |
| Приз зрительских симпатий (документальный фильм)     | Фри-соло               | Элизабет Чай Васархели, Джимми Чин |
| Приз зрительских симпатий (полуночное безумие)       | Mard Ko Dard Nahi Hota | Васан Бала                         |
| Лучший канадский художественный фильм                | The Fireflies Are Gone | Себастьен Пилот                    |
| Лучший канадский короткометражный фильм              | Brotherhood            | Meryam Joobeur                     |
| Лучший канадский первый художественный фильм (дебют) | Roads in February      | Кэтрин Еркович                     |
| FIPRESCI Discovery                                   | Float Like a Butterfly | Кармел Уинтерс                     |
| FIPRESCI Special Presentations                       | Скин                   | Гай Наттив                         |